# Simo Häyhä
Simo Häyhä (fonetikusan [ˈsimɔ ˈhæy̯hæ]; Rautjärvi, 1905. december 17. – Hamina, 2002. április 1.) – vagy ahogy a Vörös Hadsereg katonái hívták Fehér Halál (oroszul: Белая смерть, finnül: Valkoinen kuolema, svédül: Vita döden) – finn mesterlövész volt a téli háborúban. Módosított Moszin–Nagant karabélyával 505 igazolt találatot szerzett, ami a mesterlövészek körében az eddigi legmagasabb szám. Ezen felül bizonyítottan legalább 200 embert ölt meg 9 mm-es Suomi géppisztolyával is, így összesen nem kevesebb mint 705 ellenséges katonát iktatott ki, mindössze száz nap leforgása alatt.

## Fiatalkora
Häyhä a mai finn-orosz határ közelében, Rautjärviban látta meg a napvilágot 1905. december 17-én. Katonai szolgálatát 19 évesen, 1925-ben kezdte meg. A hadsereg előtt Häyhä mezőgazdasággal és vadászattal foglalkozott. 20 évesen csatlakozott a finn védelmi alakulathoz (suojeluskunta), valamint több Viipuriban rendezett sportlövő versenyen ért el sikereket. Elmondások szerint háza tele volt az ilyen versenyeken nyert trófeákkal.

## A téli háborúban
Az 1939 és 1940 között, a szovjetek és finnek közt vívott téli háborúban Häyhä a finn hadsereg mesterlövészeként szolgált a Kollaa folyó mellett. A –40 és –20 °C közti hidegben, a hófehér álcaruhát viselő Häyhä 505 szovjet katonát lőtt le. Ezek mind igazolt találatok, hiszen az ott szolgáló finn mesterlövészek napi elszámolást végeztek. Érdemes megjegyezni, hogy Häyhä ezt a teljesítményt kevesebb mint 100 nap alatt érte el, ami azt jelenti, hogy átlagosan naponta legalább hét embert küldött a túlvilágra (mindezt az év olyan szakaszában, amikor a napsütéses órák száma igen alacsony).
Häyhä az orosz Moszin–Nagant karabély finnek által rendszeresített változatát, a M/28-30 „Pystykorva”-t használta. Legtöbbször távcső helyett csupán a fegyvere irányzékát használta, mivel így kevésbé kellett felemelnie fejét, ezáltal kisebb célpontot jelentve az ellenség számára. Szintén a távcső elleni érv volt, hogy hidegben a távcső könnyen bepárásodott, valamint, hogy a távcső lencséjén megcsillanó fény könnyen felfedhette volna helyzetét az ellenség előtt.
A szovjetek számos húzással próbáltak megszabadulni Häyhätől, többek között saját mesterlövészeik és tüzérségi támadás segítségével. 1940. március 6-án egy csata során egy orosz katona ellőtte Häyhä állkapcsának bal alsó részét. A robbanótöltetes lövedék felrobbantotta a finn mesterlövész bal oldali arcfelének alsó részét. A fél arcát elvesztő, de életben maradt Häyhä-t katonatársai mentették meg. Eszméletét március 13-án nyerte vissza, a béke aláírásának napján. A háború után Häyhät tizedesből hadnaggyá léptette elő Carl Gustaf Emil von Mannerheim marsall. A finn hadsereg történetében rajta kívül még senki sem lépett ilyen gyorsan előre a ranglétrán.

## Későbbi élete
Häyhänek több évébe telt, mire felépült sérüléséből. A lövedék eltalálta állkapcsát, és lerobbantotta a bal arcát. Mindezek ellenére teljesen felépült sérüléséből, és a második világháború után sikeres jávorszarvasvadász és kutyatenyésztő lett. Később még Urho Kekkonen finn elnökkel is együtt vadászott.
Mikor 1998-ban megkérdezték, hogy hogyan vált ilyen jó lövésszé, azt válaszolta, hogy „gyakorlással”. Arra a kérdésre, hogy megbánta-e, hogy annyi embert megölt, azt felelte: „csak a kötelességemet teljesítettem, és azt tettem, amit mondtak, úgy, ahogy tudtam”. Simo Häyhä utolsó éveit egy délkelet-finnországi kis faluban, Ruokolahtiban töltötte, nem messze az orosz határtól.

## A köztudatban
Az HBO 2012-es filmjében, a Hemingway & Gellhornban Steven Wiigt beválogatták Häyhä szerepére, de a film végső változatából a jelenetét kivágták, hogy csökkentsék a film hosszát.
A Sabaton svéd power metal banda Coat of Arms albumán szereplő White Death című szám Häyhä, és az általa elért teljesítmény előtt tiszteleg.

## Fordítás
- Ez a szócikk részben vagy egészben  a   Simo Häyhä című angol Wikipédia-szócikk ezen változatának fordításán alapul.  Az eredeti cikk szerkesztőit annak laptörténete sorolja fel. Ez a jelzés csupán a megfogalmazás eredetét és a szerzői jogokat jelzi, nem szolgál a cikkben szereplő információk forrásmegjelöléseként.

## További irodalom
- P. Sarjanen, Valkoinen kuolema ISBN 952-5170-05-5
- Tapio A. M. Saarelainen, Sankarikorpraali Simo Häyhä ISBN 952-5026-52-3 https://web.archive.org/web/20141018202954/http://www.apali.fi/
- Tapio A. M. Saarelainen, The Sniper – Simo Häyhä ISBN 978-952-5026-74-0 https://web.archive.org/web/20141018202954/http://www.apali.fi/
- William R. Trotter, Frozen Hell: The Russo-Finnish Winter War of 1939/40, Algonquin Books of Chapel Hill, 2000 - ISBN 978-0-945575-22-1
- Adrian Gilbert, Tom C. McKenney, Dan Mills, Roger Moorhouse, Charles Sasser, Tim Newark The Sniper Anthology: Snipers of the Second World War, Pelican Publishing Company, 2012 - ISBN 978-1-455616-82-4